# Sergei Zenjov
Sergei Zenjov, född 20 april 1989 i Pärnu, är en estländsk fotbollsspelare som sedan 2021 spelar i FC Flora. Han spelar även för Estlands landslag.

## Karriär
Sergei Zenjov slog igenom i TVMK där han säsongen 2007 blev utsedd till årets unga spelare i Estland. I februari 2008 såldes han till ukrainska Karpaty Lviv. Där stannade han sex år och gjorde 137 matcher i Premjer-liha innan han skrev på ett 1-årskontrakt med engelska Blackpool i juli 2014. Han spelade dock bara åtta ligamatcher och kontraktet bröts i december samma år.
I januari 2015 skrev Zenjov på för ryska Torpedo Moskva. Han gjorde 10 matcher under våren och såldes sedan till Gabala FK.

## Meriter
TVMK
- Estländska cupen: 2006